# Ofikalcit

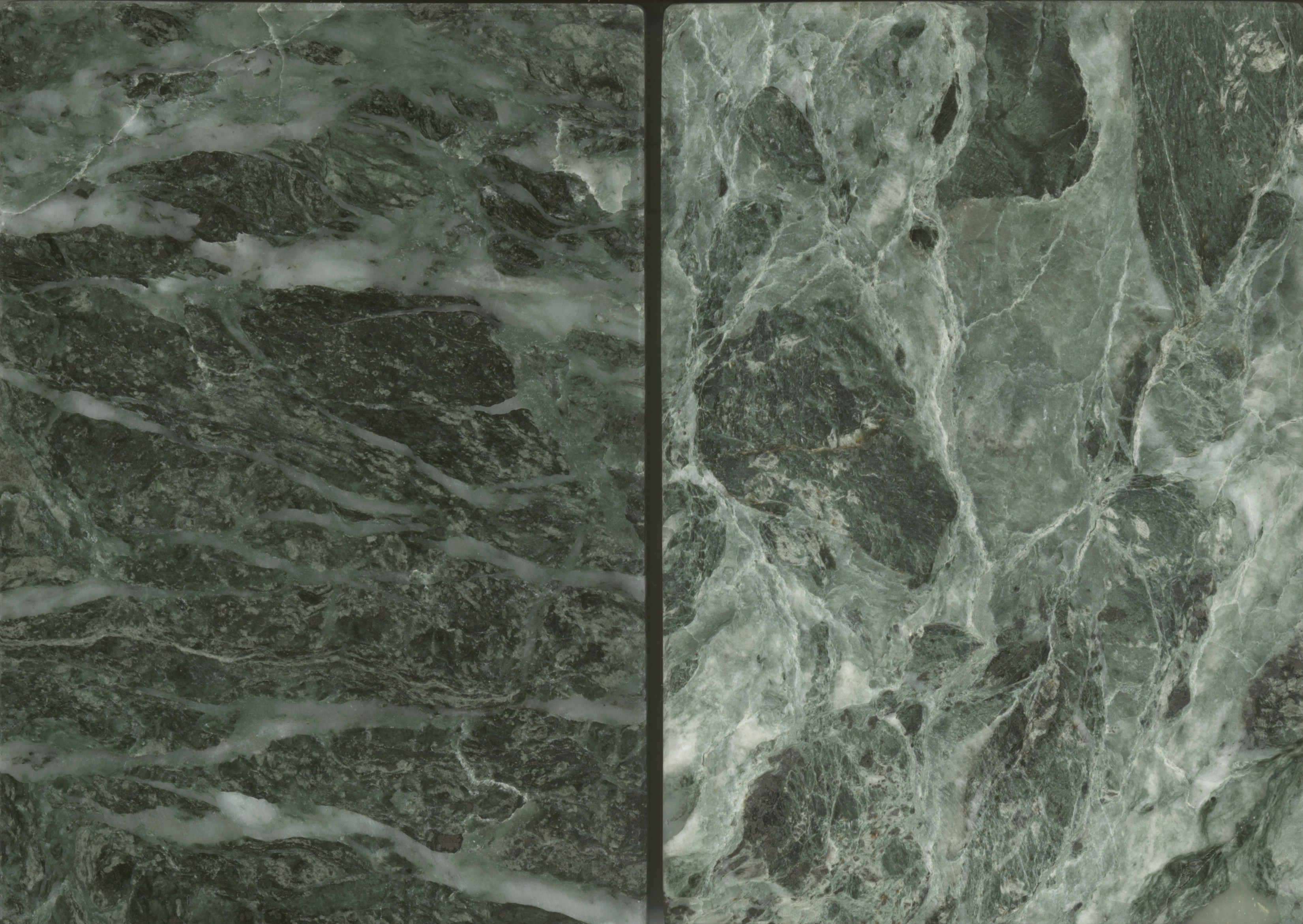
Ofikalcit från Italien (Aostadalen)

Ofikalcit eller Ofiokalcit är en kristallinisk kalksten eller marmor, synnerligen rik på serpentin och grön till färgen.
En del verd antique, även kallad verde antico, kan räknas som ofikalcit, liksom större delen av eozoonkalkstenen, liksom huvuddelen av Kolmårdsmarmorn. Verde antique, marmor thessalicum eller ofit, är en serpentinit breccia populär sedan antiken som en dekorativ beklädnadssten. Det är en mörk, matt grön, vitfläckig (eller vitådrig) serpentin, blandad med kalcit, dolomit eller magnesit, som tar en hög polering. Termen verd antique har dokumenterats i engelska texter så tidigt som 1745.
Det klassas ibland, felaktigt, som en variation av marmor ("thessalisk marmor", "serpentinmarmor", "Moriah-sten", etc.). Det har också kallats och marknadsförts som "ofikalcit" eller "ofit".
Icke-breccierade varianter av en mycket liknande serpentinit, ibland också kallad "verd antik", har brutits i Victorville, Kalifornien; Cardiff, Maryland; Holly Springs, Georgia; och Rochester i Addison County, Vermont.

## Användning
Verd antik används som marmor särskilt i inredning och ibland som utomhusbeklädnad, även om massorna ofta skarvas och ofta bara små plattor kan säkras.
De gamla romarna bröt det särskilt i Casambala, nära Larissa, Thessalien, i Grekland. Denna sort var känd som marmor thessalicum eller thessalisk marmor.

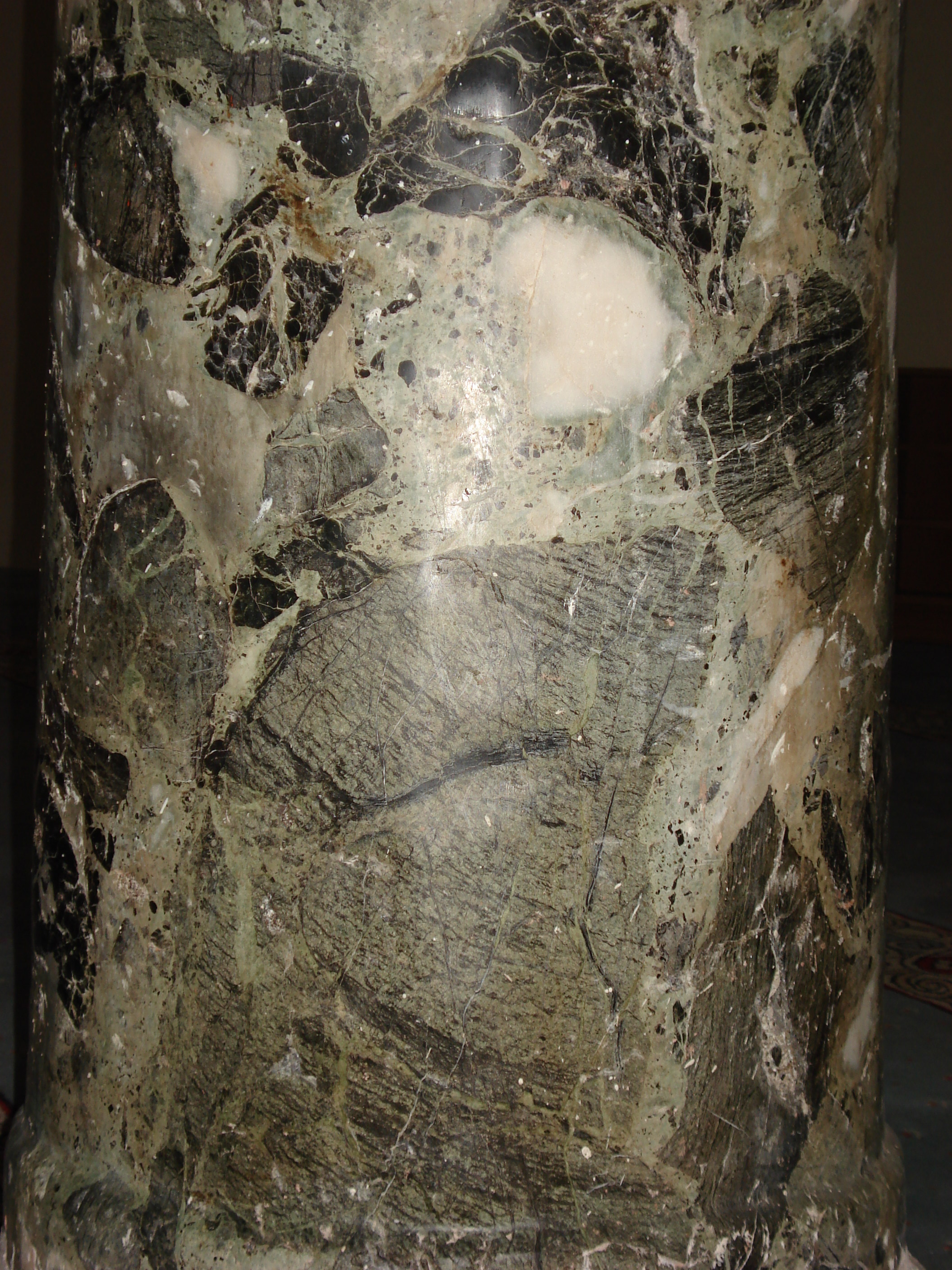
Verd antik kolonn i kyrkan av heliga Sergius och Bacchus (nuvarande Küçuk Ayasofya Camii) i Istanbul, Turkiet (527-536).

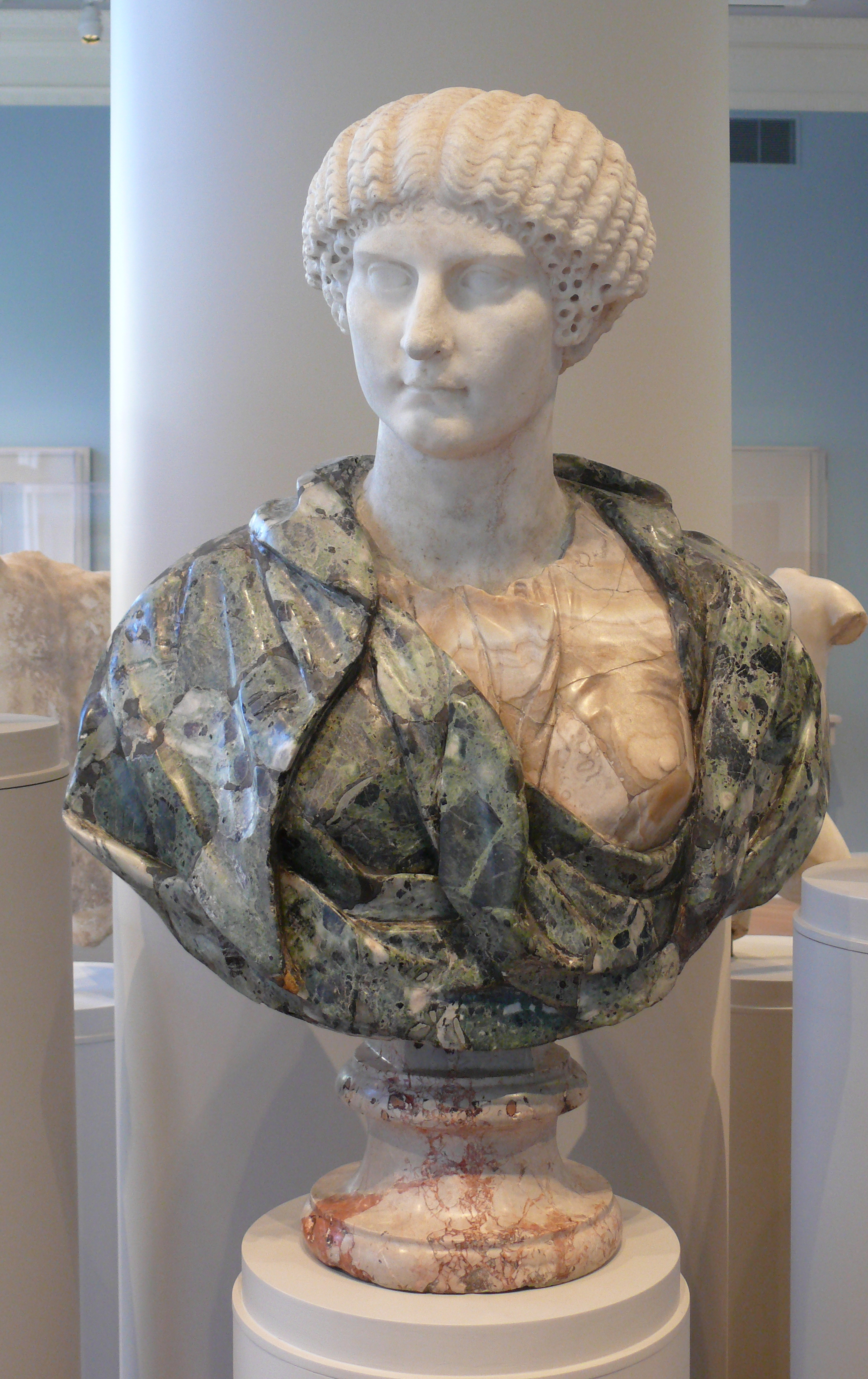
1700-tals verd antik-byst, med ett antikt pariskt marmorhuvud av Agrippina den yngre, Rhode Island School of Design Museum.

Verd antik användes mycket av det bysantinska rikets monumentala byggare och av ottomanerna efter dem. Pelare och beklädnader av verd antik är vanliga i Istanbuls monument, många ärvda från stadens tid som Konstantinopel. Justinian Hagia Sofia, SS-kyrkan. Sergius & Bacchus, kyrkan Hagios Polyeuctus, klostret Sankt Johannes Prodromos 'vid Stoudios' och de heliga apostlarnas kyrka använde alla marmor thessalicum i stor utsträckning, inklusive stora monolitiska kolonner. Justinian San Vitale i Ravenna använder också thessaliska kolonner.

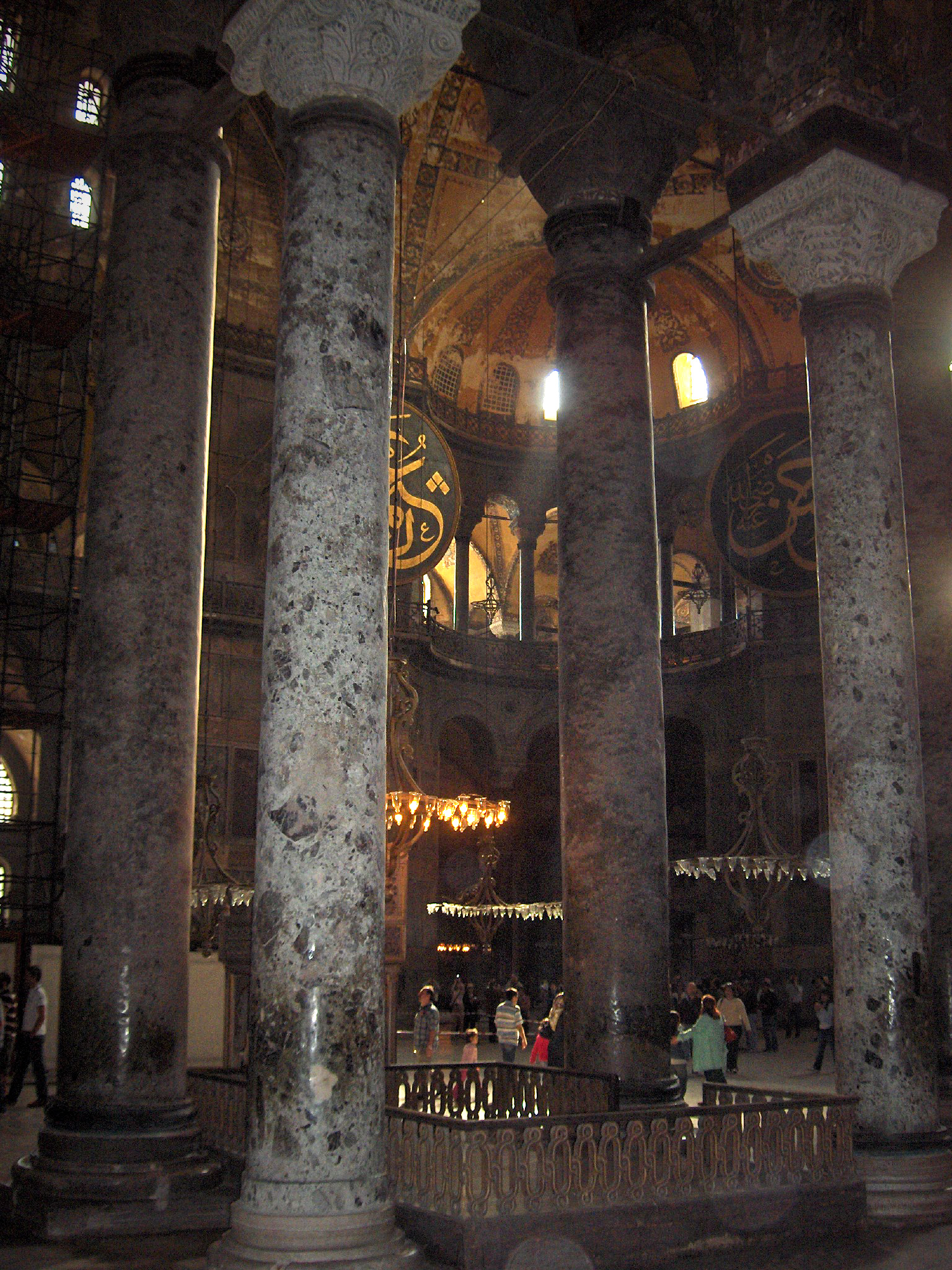
Romerska kolonner
från 600-talet av verd antik i Bysans Hagia Sofia

Verd antik från Larissa användes i 500-talskyrkorna i Thessaloniki. Kolonner, ambons, ikonostaser och typsnitt av antik antikvitet finns i Acheiropoietos-kyrkan, Hagios Demetrios och Hagia Sofia, Thessaloniki. Evliya Çelebi beskrev att Hagia Sofias gröna ambo var en "sällsynt beundransvärd konstnärlig konstruktion" ... "ett av monumenten i hela världen". Denna ambo av Hagia Sofia i Thessaloniki finns nu i Istanbuls arkeologiska museum. En annan, mindre sådan ambo finns i kyrkan Hagios Minas i Thessaloniki, tillsammans med en annan Thessalicum ambo från 500-talet som upptäcktes bland annat kyrkligt stenarbete i "Marzamemi-skeppet" utanför Sicilien.
Thessalisk marmor dök upp i klostret Hosios Loukas i Boeotia, i Philippi i A- och B-basilikan och 'Octagon', och i basilikan vid Amfipolis, på Thasos, i Dion, i katedralen i Stobi, vid Kato Milia i Pieria, i Stagoi och Johanneskyrkan i Efesos. I det antika Neapolis sägs en tessalisk sten utanför en kyrka tillägnad Sankt Nikolaus markera var aposteln Paulus gick i land för Filippi.
ʿAbd al-Maliks Klippdom, ʿAbd ar-Raḥman I:s stora moské i Córdoba och Karl den Stores Palatinska kapell i Aachen använde alla verd antik från Thessalien. Cappella Corsini i Santa Maria del Carmine, Florens, och Santa Maria Maggiore och Santa Susanna i Rom har alla verd antik-dekorationer.
Tretton romerska kejserliga sarkofager från den bysantinska perioden var tillverkade av verd antik, enligt Patria Constantinopoleos och Constantine VII Porphyrogenitus verk. Nio kejsare och åtta andra kejsarfigurer, mestadels kejsarinnor, är kända för att ha begravts i sådana sarkofager. Zeno, Justin II, Konstantin V, Michael I Rangabe, Theofilus och hans medkejsarson Konstantin, Mikael III, Basil I och Alexander gravsattes alla på detta sätt. Sådana sarkofager finns idag i Hagia Sofia och i Istanbuls arkeologiska museum. Därefter inkorporerade många osmanska moskéer gamla antika kolonner och annat material, som vid Süleymaniye-moskén.

## Connemara-marmor
Verd antik är mycket lik i färgen den nationella ädelstenen i Irland, Connemara-marmor. Connemara-marmor skiljer sig från den gröna antik verd genom att den är en verklig marmor, snarare än en serpentinitbreccia, trots att den också har ett mycket högt serpentininnehåll. Den är uppkallad efter regionen i den västra delen av landet där den bryts (till exempel Lissoughter i Recess, County Galway och i Clifden).